# Immanence
L'immanence désigne, en philosophie et en parlant d'une chose ou d'un être, le caractère de ce qui a son principe en soi-même, par opposition à la transcendance, qui indique une cause extérieure et supérieure. 
Un principe métaphysique immanent est donc un principe dont non seulement l'activité n'est pas séparable de ce sur quoi il agit, mais qui le constitue de manière interne. L'immanence peut aussi se distinguer de la permanence, qui désigne le caractère de ce qui demeure soi-même mais à travers la durée, c'est-à-dire en assignant aux objets un espace et un temps.

## Perspective de l'immanence
La pensée de l'immanence ou de la transcendance de Dieu a divisé les philosophes médiévaux, néo-platoniciens d'après saint Augustin, ou aristotéliciens d'après Albert le Grand et Thomas d'Aquin.
Le symbole de Chalcédoine affirme que le Christ, consubstantiel au Père, a deux natures, l'une humaine, l'autre divine, unies donc mais non confondues, immuables, indivises et inséparables. Jésus est vrai Dieu et vrai homme, formant une seule Personne et hypostase. 
Dans Pascendi Dominici gregis, le pape Pie X a critiqué l'abus de la notion d'immanence dans la philosophie de Spinoza et Kant, le premier affirmant que « Dieu est la cause immanente et non transitive de toute chose. » Ce qui est résumé dans sa formule Deus sive natura.

### Spinoza
Pour Spinoza, l'immanence détermine ce qui est par la coprésence de Dieu à la nature ; Dieu est alors ce qui constitue toute valeur et toute intelligibilité. La causalité la plus libre et la plus conforme à Dieu est la causalité immanente. Car de cette cause, l'effet produit dépend de telle sorte qu'il ne peut, sans elle, ni exister ni être conçu et qu'il n'est soumis à aucune autre cause ; à quoi s'ajoute qu'il lui est uni de façon à faire un tout avec elle.[pas clair]

### Hegel
Pour Hegel, la négation de l'immanence des choses précise davantage ces « choses » de même que « l'esprit absolu » est précisé par la médiation[réf. nécessaire].

### Nietzsche
Avec son assertion, « Dieu est mort », Nietzsche déclare que nous sommes laissés à nous-mêmes, que nous ne devons plus espérer ni découvrir une vérité transcendante et cachée, ni inventer une fin de l'histoire en édifiant une vérité transcendante et définitive.

### Bouddhisme
Ecole Shèntong

Dans le bouddhisme, plusieurs écoles philosophiques abordent la notion d’immanence, comme toutes les voies spirituelles non duelles, gnostiques. L’école Shèntong affirme :
« Cette profonde étendue de la réalité – le fondement de vacuité – ne désigne jamais ces phénomènes relatifs (phénomènes perçus comme extérieurs à soi), mais la sagesse de la grande félicité, la profonde vacuité d’autre qui est le mode d’existence (de toute chose : toutes les apparitions sensorielles et mentales). »
C’est l’affirmation que l’ensemble de ce que nous percevons ici et maintenant participe de l’esprit ; l’affirmation que l’ensemble de tout ce qui est perçu ici et maintenant (sons, odeurs, images, saveurs, pensées et sensations tactiles) est vide d’autre chose qui ne serait pas l’esprit. D’où l’expression « vide d’autre ».
Tout comme la théologie apophatique, la voie shèntong, avec l’expression « vide d’autre chose qui ne serait pas l’esprit », n’affirme pas que l’esprit puisse être trouvé comme étant quelque chose que l’on peut trouver. Car bien que tout ce qui se manifeste participe de l’esprit, ce dernier ne peut être trouvé comme étant une entité autonome, indépendante (de soi et des phénomènes manifestés) : l’esprit transcende les notions d’existence et d’inexistence. Tout comme l’arc-en-ciel…
Dzogchen

De la même façon, le Dzogchen traite de l'immanence  en ces termes :
« Où que vole l’oiseau,
Il ne trouve pas de lieu qui ne soit pas le ciel ;
Le champ de notre conscience est ainsi aussi.
Restez juste là, où pourriez-vous aller d’autre ?
Quels quel soient les phénomènes, ils sont la radiance
Qui brille par elle-même en tant qu’expérience. 
[…]
« Développez la conviction que toutes les apparences, telles que celles expérimentées en connexion avec votre existence, qui vous font croire à un environnement et à des habitants sont des apparences illusoires créées par votre propre esprit.

[…] C’est  « apprendre connaître votre vrai visage ». »

## Philosophie contemporaine

### Wittgenstein
Cette même attitude revendiquée « d'indifférence » se fait jour chez Wittgenstein (« Ce qu'on ne peut pas dire, il faut le taire ») : Wittgenstein pense avoir défini formellement un concept de vérité universelle — formellement, donc indépendamment de tout sujet, de tout observateur. Cette vérité est-elle immanente ou transcendante ? Peu importe : la distinction ne peut d'ailleurs pas elle-même être formalisable, et donc il n'y a rien à en dire.

### Sartre
Sartre fait également le même constat quand il utilise dans la Critique de la raison dialectique le mot composé immanence-transcendance. Est immanence ce qui est intérieur à l'être d'une réalité et ne renvoie,  pour son existence,  pour son explication,  pour sa valeur, à aucun principe extérieur ou supérieur, c'est-à-dire à aucun principe transcendant. Cette thèse peut être résumée par l'énoncé : tout est intérieur à tout.

### Deleuze
Le philosophe Deleuze a fait du concept d'immanence un concept central. Deleuze ayant rejeté tous les Idéaux (Vérité, Liberté, Justice...), et donc récusé toute transcendance, est amené à disposer ses concepts sur ce qu'il nomme, avec Félix Guattari, un « plan d'immanence » (dans le Rhizome et Mille Plateaux) :

« Dresser un plan d'immanence, tracer un champ d'immanence, tous les auteurs dont je me suis occupé l'ont fait [...] L'Abstrait n'explique rien, il doit être lui-même expliqué : il n'y a pas d'universaux, pas de transcendants, pas d'Un, de sujet (ni d'objet), de Raison, il n'y a que des processus, qui peuvent être d'unification, de subjectivation, de rationalisation, mais rien de plus. »

L'immanence permet à Deleuze de proposer des concepts en mouvement, toujours en devenir (en s'inspirant de la conception de l'immanence chez Bergson) et autorise à penser les processus dans la constitution de singularités (en renouvelant le concept d'immanence et de « mode » chez Spinoza). Tout processus est pour Deleuze une singularisation, c’est-à-dire un prolongement, une expérimentation sur une région du plan d'immanence. La singularisation ne se rapporte pas à un Idéal, comme la Raison par exemple, mais trace une ligne de devenir (« ligne de fuite ») qui trouvera sa raison dans son processus même. Ce concept d'immanence est relié de ceux de « multiplicité », de « devenir » ou de « rhizome » qu'il a créés avec Félix Guattari.